# Lista över Albaniens presidenter
Lista över Albaniens presidenter:
1. Ahmet Zogu (1925–1928)[1]
2. Omer Nishani (1946–1953)[2]
3. Haxhi Lleshi (1953–1982)[2]
4. Ramiz Alia (1982–1991)[2] och (1991–1992)[2]
5. Sali Berisha (1992–1997)[2]
6. Rexhep Meidani (1997–2002)
7. Alfred Moisiu (2002–2007)
8. Bamir Topi (2007–2012)
9. Bujar Nishani (2012–2017)[3]
10. Ilir Meta (2017–2022)[4]
11. Bajram Begaj (2022-)[5]